# Pedro Lascuráin
Pedro José Domingo de la Calzada Manuel María Lascuráin Paredes (Città del Messico, 8 maggio 1856 – Città del Messico, 21 luglio 1952) è stato un politico, avvocato e diplomatico messicano.
Dopo le dimissioni di Francisco Madero, fu presidente del Messico ad interim per meno di un'ora, il 19 febbraio 1913, rendendo il suo uno dei governi più brevi della storia.

## Biografia
Lascuráin nacque l'8 maggio 1856 da una famiglia cattolica di origini basche. Aveva tre fratelli e sorelle più grandi di lui di nome Francisco, María de los Angeles e José e tre più piccoli di nome María de los Dolores, María e Ignacio. Francisco, José e Ignacio morirono tutti in tenera età. Il nonno materno di Pedro Lascuráin era Mariano Paredes y Arrillaga, che fu il quindicesimo presidente messicano mantenendo tale incarico per un anno, dal 1845 al 1846.
Si laureò in giurisprudenza nel 1880. Lascuráin fu sindaco di Città del Messico prima di essere nominato Segretario di Stato il 10 aprile 1912 dal presidente Francisco Madero. Nel dicembre del 1912 divenne nuovamente sindaco, ma il 15 gennaio 1913 divenne di nuovo ministro. Fu direttore dell'Escuela Libre de Derecho per 16 anni ed era un'autorità di diritto commerciale e civile.
Il 9 febbraio 1913 scoppiò una rivolta tra generali conservatori a Città del Messico, soprannominata Decade tragica (o "Dieci tragici giorni"). Il capo delle forze governative, il generale Victoriano Huerta, disertò e si unì agli insorti il 18 febbraio, costringendo Madero e il suo vicepresidente José María Pino Suárez a dimettersi. Secondo la Costituzione del 1857 in assenza del presidente e del vicepresidente, il segretario di Stato doveva essere nominato presidente (il prossimo in linea è il Presidente della Corte costituzionale). Per dare una certa legalità al colpo di Stato, Huerta fece detenere a Lascuráin la presidenza. Lascuráin decise di accettarla, nella vana speranza di salvare la vita di Madero e Pino Suárez. L'unico atto di Lascuráin come presidente fu nominare Huerta presidente della Corte costituzionale del Messico. Dopo ciò si dimise, costituzionalmente conferendo la sua posizione di presidente a Huerta. Tutto ciò fu fatto attraverso un parlamento tenuto sotto scacco che ratificò e rese legale l'assunzione delle funzioni da parte di Huerta. La presidenza di Lascuráin durò meno di un'ora.
Huerta offrì a Lascuráin un altro posto nel suo gabinetto, che Lascuráin rifiutò. Dopo la sua breve presidenza, tornò alla pratica della legge. Morì nel 1952 all'età di 96 anni.